# Електрик Сити (Вашингтон)
Електрик Сити (енгл. Electric City) град је у америчкој савезној држави Вашингтон. По попису становништва из 2010. у њему је живело 968 становника.

## Демографија
Према попису становништва из 2010. у граду је живело 968 становника, што је 46 (5,0%) становника више него 2000. године.
| Група             | 2000.       | 2010.       |
| Белци             | 814 (88,3%) | 824 (85,1%) |
| Афроамериканци    | 2 (0,2%)    | 5 (0,5%)    |
| Азијати           | 6 (0,7%)    | 4 (0,4%)    |
| Хиспаноамериканци | 17 (1,8%)   | 39 (4,0%)   |
| Укупно            | 922         | 968         |